# Kaub
Kaub – miasto w Niemczech, w kraju związkowym Nadrenia-Palatynat, w powiecie Rhein-Lahn, wchodzi w skład gminy związkowej Loreley. Do 30 czerwca 2012 miasto należało do gminy związkowej Loreley. W 2009 roku liczyło 870 mieszkańców.